# 42 (Antwort)
Die Antwort 42 ist ein Zitat aus der mehrfach verfilmten Roman- und Hörspielreihe Per Anhalter durch die Galaxis des englischen Autors Douglas Adams. Im Roman ist „42“ die von einem Supercomputer errechnete Antwort auf die „endgültige Frage nach dem Leben, dem Universum und dem ganzen Rest“ (englisch “Ultimate Question of Life, the Universe, and Everything”).

## Herkunft
Der Roman Per Anhalter durch die Galaxis avancierte innerhalb kurzer Zeit zu einem Klassiker der Science-Fiction-Literatur. Er zeichnet sich wie viele Werke Adams’ dadurch aus, dass er verschiedene Aspekte des Lebens parodiert, ins Groteske und Absurde verzerrt oder aus einem ungewöhnlichen Blickwinkel betrachtet. Zumeist hält er den vordergründig fantastischen und kunterbunt wirkenden Geschichten der Menschheit mit ihren vermeintlich sinnvollen Motiven und vermeintlich gesicherten Ansichten einen Spiegel vor. Das wird besonders in einem Motiv zugespitzt, das ganz direkt die beständige Suche der Menschen nach dem Sinn des Seins karikiert.
Im Roman wird ein Computer namens Deep Thought von einer außerirdischen Kultur speziell dafür gebaut, die Antwort auf die Frage aller Fragen, nämlich die „nach dem Leben, dem Universum und dem ganzen Rest“ zu errechnen. Er ist so leistungsfähig, dass er zum Zeitvertreib über die Vektoren sämtlicher Teilchen des Urknalls meditiert. Dennoch benötigt er 7,5 Millionen Jahre Rechenzeit, um diese Antwort zu ermitteln, und verkündet dann, sie laute „Zweiundvierzig“ und sei mit absoluter Sicherheit korrekt. Dass sie dennoch unbefriedigend ist, erklärt er damit, dass die Frage zwar umschrieben, aber niemals als konkrete Frage formuliert wurde (“I think the problem, to be quite honest with you, is that you've never actually known what the question is.”). Da er auch sich selbst nicht in der Lage dazu sieht, die Frage zu ermitteln, schlägt er vor, selbst einen noch größeren Computer zu konstruieren, so komplex, dass das organische Leben einen Teil seiner Arbeitsmatrix bildet. Dieser Computer ist der Planet Erde, der die ihm gestellte Aufgabe jedoch nicht abschließen kann – da er einer geplanten Hyperraum-Umgehungsstraße im Weg ist, wird er fünf Minuten vor Ablauf des Programms von einer kosmischen Bauflotte gesprengt.

## Deutung
Im Buch finden sich viele Hinweise auf vermeintliche Deutungen der Zahl. Im zweiten Teil (Das Restaurant am Ende des Universums) gelingt es dem Protagonisten Arthur Dent, als er auf der prähistorischen Erde gestrandet ist, mit Hilfe eines selbstgeschnitzten Scrabblespiels, aus dem er zufällig Buchstaben zieht, in Gemeinschaft einiger Frühmenschen die Frage zu legen – eine Anspielung auf ein plakatives Bild der Evolutionstheorie, bei dem das Resultat der Evolution mit dem Ergebnis verglichen wird, das herauskommt, wenn unendlich viele Affen unendlich lange auf einer Schreibmaschine schreiben (Infinite-Monkey-Theorem). Paradoxerweise kommt beim Scrabble ein sinnvoller Satz heraus, welcher lautet: „Wie viel ist neun multipliziert mit sechs“. Die offensichtliche Diskrepanz zwischen der Antwort und dieser Frage wird damit erklärt, dass auf der prähistorischen Erde die gerade aufkeimende Menschheit, die die richtige Frage noch kannte, von einer anderen Zivilisation verdrängt wurde – einer per Raumschiff dort ausgesetzten unnützen Bevölkerungsschicht eines anderen Planeten, die tatsächlichen Vorgänger der heutigen Menschen.
Im dritten Buch wird angedeutet, dass die Kenntnis der Antwort und der dazugehörigen Frage einander ausschließen und niemals beide im selben Universum zur gleichen Zeit bekannt sein können.
Das vermeintliche Geheimnis um die Zahl zieht sich wie ein roter Faden auch durch die nachfolgenden Bände der Romanreihe und gab Anlass zu vielfältigen Spekulationen um ihre Herkunft. Insbesondere in der Internetkultur wurde „42“ schnell zum geflügelten Wort und die Verwendung sehr populär. Ebenso wie im Buch wurden auch hier der Zahl immer wieder neue Bedeutungen und Mythen zugeschrieben, da im Buch keine endgültige Auflösung geboten wird:
- Die Rechnung „neun multipliziert mit sechs“ würde in einem 13er-Stellenwertsystem 42 ergeben (Zahlen ohne Index sind im Dezimalsystem notiert): {\displaystyle 9\cdot 6=54=52+2=4\cdot 13^{1}+2\cdot 13^{0}=42_{13}}

- „42“ bildet in binärer Schreibweise ein auffallend regelmäßiges Muster (Zahlen ohne Index sind im Dezimalsystem notiert):
{\displaystyle 101010_{2}=1\cdot 2^{5}+0\cdot 2^{4}+1\cdot 2^{3}+0\cdot 2^{2}+1\cdot 2^{1}+0\cdot 2^{0}=32+0+8+0+2+0=42}

- 42 ist der dezimale ASCII-Code des Sternchens, das in vielen Skriptsprachen als universeller Platzhalter dient („passt auf alles“)

Der Autor Douglas Adams wischte 1993 in einem Usenet-Beitrag solche Spekulationen beiseite. Auf die Frage, warum die Antwort gerade „42“ sei, schrieb er:

“The answer to this is very simple. It was a joke. It had to be a number, an ordinary, smallish number, and I chose that one. Binary representations, base thirteen, Tibetan monks are all complete nonsense. I sat at my desk, stared into the garden and thought ‘42 will do’. I typed it out. End of story.”

„Die Antwort ist ganz einfach. Es war ein Scherz. Es musste eine Zahl sein, eine ganz gewöhnliche, eher kleine Zahl, und ich nahm diese. Binäre Darstellungen, Basis 13, tibetische Mönche, das ist totaler Unsinn. Ich saß an meinem Schreibtisch, starrte in den Garten hinaus und dachte: ‚42 passt‘. Ich tippte es hin. Das ist alles.“

## Rezeption

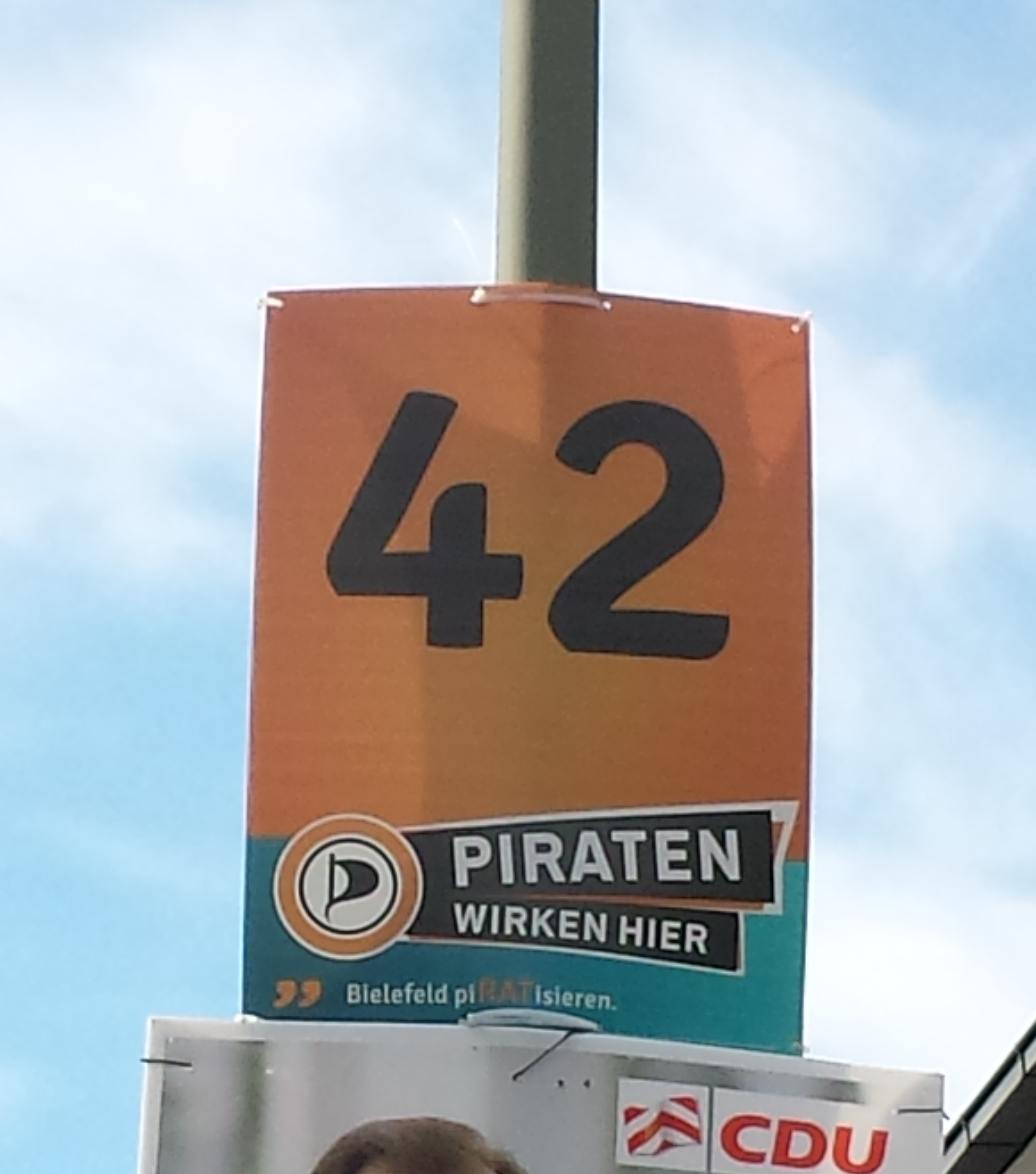
Wahlplakat der Piratenpartei

- Auch Google beantwortet diese fiktive Frage ihrem Ursprung nach korrekt. Gibt man in das Suchfeld the answer to life, the universe and everything ein, so erhält man als Ergebnis des Google-Taschenrechners the answer to life, the universe and everything = 42.[3] Gleiches gilt für den Internetdienst WolframAlpha.[4]
- Die britische Musikgruppe Level 42 bezog sich bei der Namensgebung ebenfalls auf die im Roman genannte Zahl.
- Der Name der IT-Schule 42 ist eine Hommage an Per Anhalter durch die Galaxis.
- Die erste eigenständige, auf Basis von Jurix entwickelte Version der Linux-Distribution der SUSE Linux GmbH wurde im Mai 1996 unter dem Namen S.u.S.E. Linux mit der Versionsnummer 4.2 veröffentlicht. Die Versionsnummer ergab sich nach langer Diskussion: da man die Versionsnummer 1.1 ablehnte, lehnte man die Nummer lieber an die Zahl 42 an, die Antwort auf die „Frage aller Fragen“ aus Douglas Adams’ Roman Per Anhalter durch die Galaxis.
- Im Wahlkampf zu den Kommunalwahlen in Nordrhein-Westfalen 2014 plakatierten die Piraten „42“ ohne weiteren Inhalt.
- Das Wikidata-Datenobjekt Douglas Adams erhielt den Item identifier „Q42“.
- Die App Math42 spielt mit ihrem Namen auf den Roman an („Antwort zur Lösung aller mathematischen Probleme“).
- Die Computerspiele Gothic und Gothic 2 nutzen die 42, um einen „Test Mode“ zu deaktivieren: Gibt man im Charaktermenü „42“ ein, so erscheint der Text „What was the question?“ am oberen linken Bildschirmrand.
- Beim ersten längeren Testflug eines Prototyps des SpaceX-Raumschiffs Starship kam das Raptor-Triebwerk mit der Seriennummer 42 zum Einsatz. Firmengründer Elon Musk kommentierte dies mit „Life, the Universe and Everything“.[5]
- Im Namen der Unified-Endpoint-Management-Software Matrix42 soll die „42“ die ultimative Antwort auf alle Fragen bedeuten.
- Da der 11. Februar der 42. Tag des Jahres ist, wurde er als möglicher Gedenktag für Douglas Adams gehandelt. Letztendlich wurde der Towel Day aber auf den 25. Mai gelegt.
- Der Titel der seit 2021 auf arte ausgestrahlten populärwissenschaftlichen Fernsehserie 42 – Die Antwort auf fast alles ist eine Anspielung auf die Antwort aus dem Roman.